# Will Atkinson (DJ)
Will Atkinson (* 27. April 1990 in Glasgow) ist ein schottischer DJ und Musikproduzent in den Genres Tech Trance und Techno.

## Leben und Karriere
Will Atkinson begann im Alter von sieben Jahren mit dem Mixen und fing mit 14 Jahren an, elektronische Musik zu produzieren. Seine Songs wurden über 80 Mal im BBC Radio 1 von vielen namhaften DJs wie Simon Patterson oder Judge Jules gespielt. Seine erfolgreichsten Songs, wie Subconscious und Pat Butcher erreichten in den Beatport-Trance-Charts Platz 1. Im August 2015 veröffentlichte Bryan Kearney die gemeinsam mit Will Atkinson zusammengestellte Kompilation This is Kearnage (Vol. 001).
Seit 2016 hat Will Atkinson eine Residency beim BBC Radio 1. Im Juni 2016 gründete er gemeinsam mit Simon Patterson, John Askew, Sean Tyas und einigen weiteren DJs das Label VII Records.

## Diskografie (Auswahl)
Singles und EPs
- 2013: Will Atkinson – Watch Out
- 2014: Will Atkinson – Victims
- 2014: Will Atkinson – Harvester
- 2015: Will Atkinson – Numb the Pain
- 2015: Will Atkinson – Fresh Meat
- 2015: Will Atkinson & Rowetta – Mesmerise
- 2015: Will Atkinson – Through Spirit
- 2015: Will Atkinson – Game Over 2015
- 2016: Will Atkinson – Subconscious
- 2016: Will Atkinson – Pat Butcher
- 2016: Atkinson vs. Thirlwall – Squelcher
- 2016: Will Atkinson – Dusk

Remixes
- 2016: John O’Callaghan und Clare Stagg – Lies Cost Nothing[2]